# Брэнд, Кристианна
Мэри Кристианна Милн (англ. Mary Christianna Milne; 17 декабря 1907 — 11 марта 1988), известная под псевдонимом Кристианна Брэнд (англ. Christianna Brand) — английская писательница, автор детской и детективной прозы. В 1972—1973 годах — председатель Британской ассоциации остросюжетной литературы.

## Биография

### Личная жизнь
Мэри Кристианна Милн родилась 17 декабря 1907 года в Британской Малайе, но большую часть детства провела в Англии и Индии. За свою жизнь сменила множество профессий, среди которых были модель, танцовщица, ассистент и гувернантка. Была замужем за Роландом Льюисом до самой своей смерти 11 марта 1988 года, а её двоюродным братом был художник и писатель Эдвард Ардиццоне (англ. Edward Ardizzone; 1900—1979).

### Творчество
Свой дебютный роман — «Death in High Heels» — Брэнд написала в 1941 году, когда писательница работала продавщицей. Идея романа возникла из фантазии убийства раздражающего её коллеги.
Самый известный её персонаж — инспектор Кокрилл — появился в том же 1941 году в романе «Не теряй головы» (англ. Heads You Lose) и стал героем ещё 6 детективов, самый известный из которых — «Зелёный – цвет опасности» (1944) (англ. Green for Danger), который вошёл в список «100 лучших романов детективного жанра», а его экранизация 1946 года с Аластером Симом в роли инспектора Кокрилла считается одной из лучших экранизаций детективов Золотого Века.
Написание детективов Брэнд бросила в конце 1950-х годах и сосредоточилась на других жанрах, хотя в 1969-м (за рассказ «Poison in the Cup») и в 1967 году (за рассказ «Twist for Twist») была номинирована на премию Эдгара Аллана По. В 1960 году она опубликовала исследовательскую работу «Heaven Knows Who». Её самым не детективным литературным сериалом считается серия о няне Мадильде. В основу истории легли рассказы бабушки Кристианны, которая описывала внучке жизнь «ужасно уродливой» няни Матильды. Матильда соглашается вести домашнее хозяйство семьи Браун и воспитывать целую кучу детей Брауна. По сюжету выясняется, что отданные на воспитание няне дети «крайне непослушны». Своим чрезвычайно ужасным поведением им уже удалось сделать так, чтобы несколько гувернанток не выдержали и попросили расчёта у мистера Брауна. Однако с приездом няни Матильды всё меняется коренным образом. Ей удаётся привить детям нормы поведения и приличия, после чего Матильда удаляется, дабы найти новую семью, остро нуждающуюся в её услугах. В продолжении книги дети Брауна снова начинают шкодить, и няня возвращается. Во второй книге, «Nurse Matilda Goes to Town» («Няня Матильда едет в город»), детей высылают жить к властной тётке Аделаиде в лондонское поместье. В третьей и финальной книге, «Nurse Matilda Goes to Hospital» («Няня Матильда едет в госпиталь»), изобретательные на пакости дети оказываются на больничной койке после неудачной шутки. Актриса и сценарист Эмма Томпсон (Emma Thompson) перенесла «Няню Матильду» на большие экраны. Фильм 2005-го получил название «Nanny McPhee» («Моя ужасная няня»). Вторая часть, «Nanny McPhee and the Big Bang» («Моя ужасная няня 2»), для сюжета которого Томпсон также переработала книгу Брэнд, вышла в 2010-м.
С 1946 года была членом Детективного Клуба.

### Детективы

#### Инспектор Кокрилл (англ. Inspector Cockrill)
- Не теряй головы (англ. Heads You Lose) (1941); другой вариант перевода а русский язык — «Теряя головы»
- Зелёный – цвет опасности (англ. Green for Danger) (1944)
- Внезапно у себя дома (англ. Suddenly at His Residence) (1946), также издавался как «The Crooked Wreath»; другие варианты перевода на русский язык — «В кругу семьи» и «Внезапно в своей резиденции»
- Смерть Иезавели (англ. Death of Jezebel) (1948)
- Лондонский туман (англ. London Particular) (1952), также издавался как «Fog of Doubt»
- Смертельный номер (англ. Tour De Force) (1955)
- The Spotted Cat and Other Mysteries from Inspector Cockrill’s Casebook (Crippen & Landru, 2002)) (сборник рассказов; рассказ «Кровные братья» (англ. Blood Brothers) (1965) был опубликован на русском языке)

Состав сборника рассказов: Inspector Cockrill—After the event—Blood brothers—The hornet's nest—Poison in the cup—The telephone call—The kissing cousin—The rocking-chair—The man on the roof—Alleybi—The spotted cat—A checklist of the Cockrill mysteries
Перевод названий рассказов сборника: Инспектор Кокрил—После события—Братья по крови—Осиное гнездо—Яд в чашке—Телефонный звонок—Целующийся кузен—Кресло-качалка—Человек на крыше—Аллейби—Пятнистая кошка—Контрольный список загадок Кокрила

#### Инспектор Чакки (англ. Inspector Chucky)
- Кот и мышь (англ. Cat and Mouse) (1950)
- A Ring of Roses (1977) (как Mary Ann Ashe)

#### Инспектор Чарльзворт (англ. Inspector Charlesworth)
- Death in High Heels (1941)
- The Rose in Darkness (1979)

### Книги для детей
- Няня Матильда (англ. Nurse Matilda) (1964)
- Няня Матильда едет в город (англ. Nurse Matilda Goes to Town) (1967)
- Няня Матильда едет в больницу (англ. Nurse Matilda Goes to Hospital) (1974)

### Романы вне серий
- The Single Pilgrim (1946) (как Mary Roland)
- Welcome to Danger (1949), также издавался как Danger Unlimited Starrbelow (1958) (как China Thompson)
- Dear Mr. MacDonald (1959)
- Heaven Knows Who (1960)
- My Ladies' Tears (1965)
- Twist for Twist (1967)
- Court of Foxes (1969)
- Alas, for Her That Met Me! (1976) (как Mary Ann Ashe)
- The Honey Harlot (1978)
- The Brides of Aberdar (1982)

### Авторские сборники
- What Dread Hand? (1968)
- Brand X (1974)
- Buffet for Unwelcome Guests (1983)

- В 1979 году для переиздания в США знаменитого романа Энтони Беркли «Дело об отравленных шоколадках», входящего в «100 лучших романов детективного жанра», Кристианна Брэнд, в молодости дружившая с Беркли, написала эпилог, в котором предложила седьмую версию разгадки (эпилог Брэнд, однако, в дальнейшем не включался как в последующие переиздания оригинального текста, так и в переводы, в том числе на русский язык). В 2016 году для очередного переиздания романа действующий председатель Детективного клуба Мартин Эдвардс сочинил с учётом текста Брэнд (включённого им в это переиздание) второй эпилог, в котором предложил восьмую версию.
- В серии «Агата Кристи. Собрание сочинений (+ дополнения)», в которой было издано 6 романов Кристианны Брэнд, сама Брэнд именуется как «Мэри Бранд».